# آرثر جاي روبرتس
آرثر جاي روبرتس (بالإنجليزية: Arthur J. Roberts)‏ هو عسكري أمريكي، ولد في 11 أكتوبر 1867 في Waterboro, Maine ‏ في الولايات المتحدة، وتوفي في 1929.